# Cmentarz wojenny nr 377 – Krościenko
Cmentarz wojenny nr 377 – Krościenko – zabytkowy cmentarz z I wojny światowej znajdujący się w Krościenku nad Dunajcem jako kwatera wojskowa na cmentarzu parafialnym w sektorze II, rzędzie L i miejscu 4.

## Pochowani
Kwestia liczby i identyfikacji osób pochowanych w tym grobie pozostaje nierozstrzygnięta. Pod koniec I wojny światowej wierzono, że w grobie tym pochowano trzech kozaków zabitych  przy drodze tylmanowskiej w 1914 roku.
Przez cały XX wiek uznawano, że pochowani są tu trzej lub czterej austro-węgierscy żołnierze. Krzysztof Koper ustalił, że prawdopodobnie byli to:
1. Gaspar Neinet (Német) – Węgier z miejscowości Mezőtárkány, kanonier z baterii zapasowej 15 pułku haubic polowych (Ersatzbaterie des k.u.k. Feldshaubitzregiment Nr. 15) zmarły 19 grudnia 1914 roku prawdopodobnie z ran po starciach na froncie limanowskim albo w wyniku nagłej choroby[5]
2. Samuel Hecht  – Austriak prawdopodobnie żydowskiego pochodzenia, żołnierz 36 regimentu strzelców trzeciej kompanii rezerwy z Linz, który zmarł w Krościenku 4 czerwca 1916 roku[6]. Najprawdopodobniej został on jednak pochowany na miejscowym kirkucie. Hecht mógł być również żołnierzem 3 kompanii zapasowej 36 pułku piechoty obrony krajowej, który na skutek odmrożenia stracił wszystkie palce stóp i zmarł 17 czerwca 1916 roku podczas urlopu w Szczawnicy, i tam został pochowany
3. Anton Hauptman – najprawdopodobniej Niemiec, saper rezerwy w kompanii zapasowej 9 batalionu saperów z miejscowości Riva del Garda. Zginął 15 grudnia 1915 roku w okolicach Krościenka[6], jednak nie jest pewne czy nie zginął w okolicach Krościenka w Bieszczadach[3].

Sugerowano także, że pochowani są w tym grobie również żołnierze polscy i rosyjscy, a całkowita liczba pochowanych była oceniana na 1–6. Nie wiadomo również, co się stało ze zwłokami wspomnianego niżej przez Bronisława Krzana tutejszego (pochodzącego z Krościenka) żołnierza Franciszka Gabrysia.
Ostatecznie, w 2021 roku uznano, że jedynym pewnym pochowanym w tym grobie jest Gaspar Német.

## Historia zmian nagrobka
W 1915 roku istniał tu pojedynczy grób z jednym krzyżem na betonowym nagrobku, w którym był pochowany jeden żołnierz austro-węgierski. Prawdopodobnie kształt, który zachował się do końca XX wieku, grobowiec ten przybrał na wiosnę 1918 roku, kiedy na podstawie uchwały Rady Gminy Krościenko nad Dunajcem z 19 marca 1918 roku przeniesiono pogrzebane osobno zwłoki żołnierzy do jednego grobu, który oddano pod opiekę Komendzie Grobów Wojennych. Fakt, czy rzeczywiście przeniesiono zwłoki żołnierzy w to miejsce, jest kwestionowany.
Bronisław Krzan opisywał nagrobek tak:

Pod murem cmentarnym w pobliżu kostnicy znajduje się „Grób wojenny”; poznać go można po dużym, żeliwnym krzyżu w kształcie Virtuti militari i napisie na płycie betonowej: „Cześć pamięci poległych w obronie Ojczyzny w I wojnie światowej.”

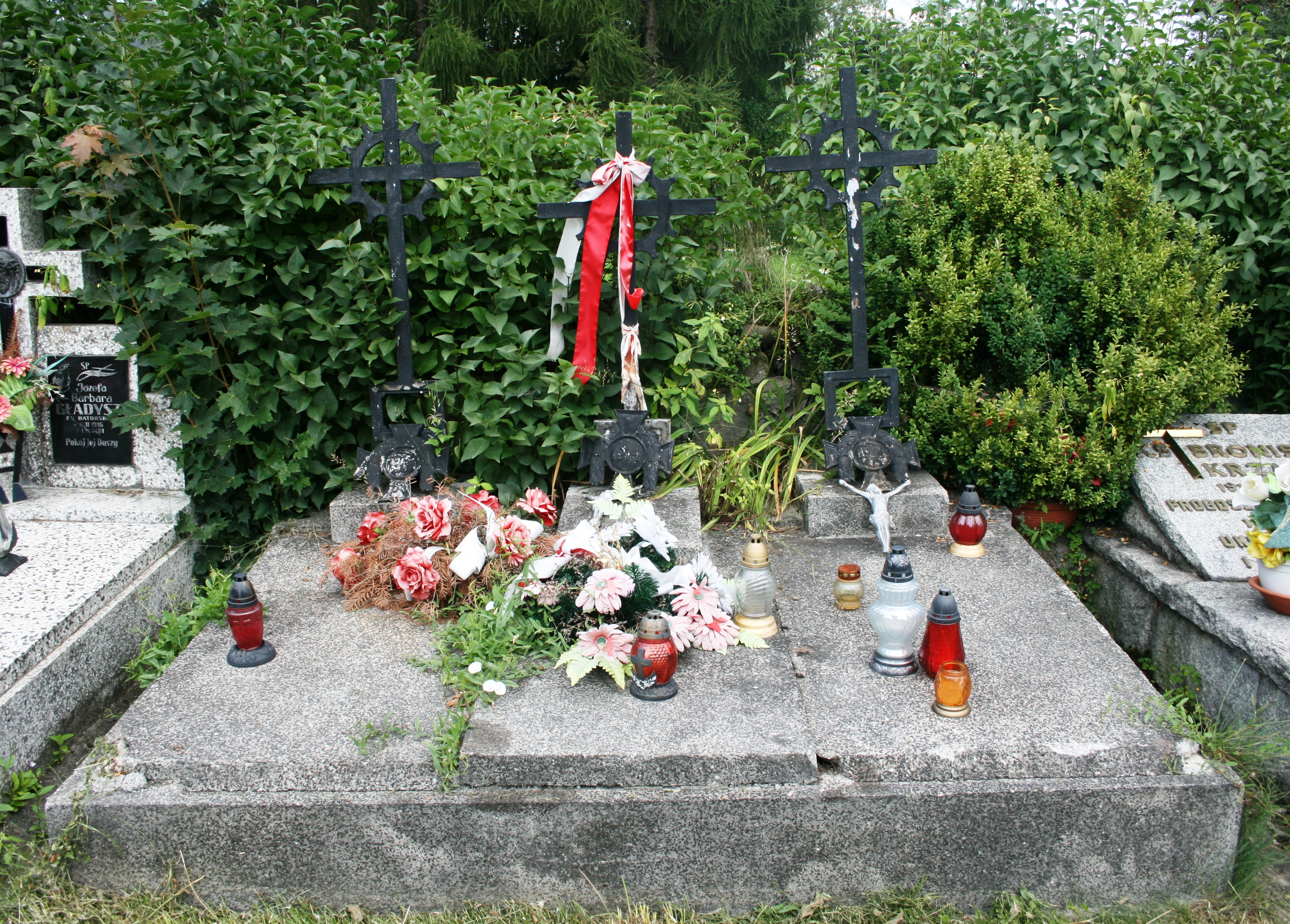
Widok grobu w 2012 roku

W grobie spoczywa trzech żołnierzy: 2 nieznanych, a 1 znany: jest nim Węgier Kaspar Neinet, zmobilizowany przed 10 laty; zmarł nagle w nocy 17.XII.1914 r. [tu przypis: Jacy inni żołnierze zostali tu pogrzebani – nie można było ustalić] w przemarszu z oddziałem przez Krościenko. Do pomnika przylega skromny grób żołnierza-krościeńczanina. Na tabliczce można odczytać nazwisko: Franciszek Gabryś. Maria z Gabrysiów Krężlowa mając 5 lat, zapamiętała ojca, jak pod koniec wojny przyjechał chory i wkrótce umarł. W księdze parafialnej zapisano, że „zmarł na malarię albańską w marcu 1918 r. w 42 roku życia.” Na jego grobie i na płycie pomnika widnieją typowe dla monarchii austriacko-węgierskiej nieduże krzyże żeliwne w girlandzie wawrzynu i datą „1914”. Pomnik wojenny powstał zapewne w 1917 r. W Dniu Zmarłych wartę honorową przy grobie zaciągają harcerze.”

W 1966 roku wymieniono betonową płytę grobu żołnierzy austro-węgierskich na lastrikową, podzieloną na wyraźne 3 części.
W latach 80. XX wieku poprawiono treść tablicy na: „Cześć pamięci poległym w obronie Ojczyzny w I wojnie światowej.” Nie było wówczas już dużego krzyża nawiązującego do orderu Virtuti Militari. W płycie tkwiły trzy wysokie na około 130 cm krzyże projektu Jana Szczepkowskiego z obręczową glorietą zawieszoną na przecięciu ramion (symbol korony cierniowej) i kwadratowym motywem u podstawy, a przed nimi wsparte na pulpitach trzy małe krzyże projektu Gustawa Ludwiga, nawiązujące stylem do austriackiego odznaczenia wojennego Krzyża Zasługi Wojskowej, w których centrum była data „1914”.

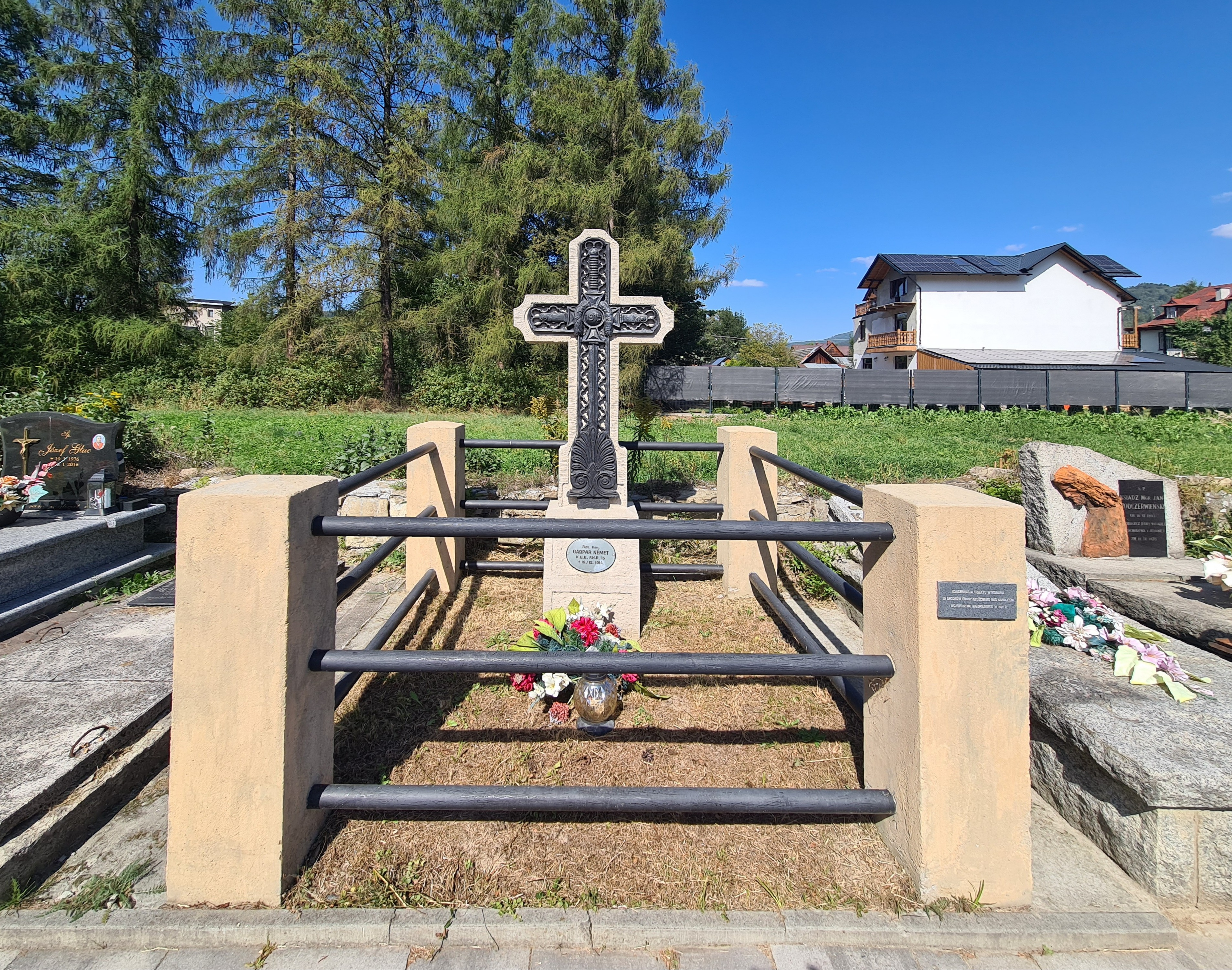
Wygląd grobu w 2024 roku

Wtedy już, po lewej stronie dużego, potrójnego lastrikowego nagrobka znajdował się grób Józefy Gładysz, zmarłej w 1981 roku (sektor II, rząd L, miejsce 3). Po śmierci ks. Bronisława Krzana w 1991 roku, pochowano go w grobie po prawej stronie grobu wojennego (w miejscu II L 5).
W 2012 roku na grobie nie było już żadnego napisu.
W wyniku konserwacji wykonanej w 2021 roku z funduszy Gminy Krościenko nad Dunajcem i województwa małopolskiego grób ten zmienił całkowicie wygląd, odzwierciedlając fakt, że zidentyfikowano tu tylko jednego pochowanego żołnierza, Gaspara Németa.
Obecna forma nagrobka to mogiła ziemna o wymiarach 2,3 x 2,3 m (przy pracach konserwatorskich odkryto dłuższy fundament grobu), otoczona czterema betonowymi słupami w kolorze cegły połączonymi trójkami metalowych półtoracalowych rur w kolorze grafitowym. U wezgłowia mogiły znajduje się betonowy krzyż z nałożonym na lico żeliwnym ażurowym krzyżem łacińskim z motywem miecza. Na przecięciu ramion krzyża umieszczono krzyż nawiązujący do austriackiego Krzyża Zasługi Wojskowej, w którego centrum znajduje się data „1915”.  
Na postumencie krzyża umieszczona jest owalna emaliowana tabliczka z danymi zmarłego żołnierza armii austro-węgierskiej Gaspara Németa: stopień wojskowy – kanonier rezerwy (Res. Kan.), przynależność do 15 pułku haubic polowych (F.H.R. 15) cesarskiej i królewskiej armii (K.U.K.), oraz data śmierci († 19./12. 1914). Na prawym przednim słupie znajduje się tabliczka informująca, że konserwacja obiektu [została] wykonana ze środków Gminy Krościenko nad Dunajcem i województwa małopolskiego w 2021 r.